# دي إكس أو مارك
دي إكس أو مارك (بالإنجليزية: DxOMark)‏ هو موقع ويب تجاري يوصف بأنه «معيار مستقل يقيم علميًا الهواتف الذكية، العدسات، والكاميرات». تأسست دي إكس أو مارك في عام 2008، وكانت مملوكة في الأصل لشركة دي إكس أو لابس (DxO Laps)، وهي جزء من دي إكس أو مارك إمِج لابس (DxOMark Image Labs SAS)، وهي شركة هندسية واستشارية فرنسية مقرها بولوني بيلانكور، باريس، فرنسا. تم فصل دي إكس أو مارك إمج لابس عن دي إكس أو لابس في سبتمبر 2017، وأعيد تسميتها لاحقًا إلى دي إكس أو مارك في عام 2019. دي إكس أو مارك الآن عبارة عن شركة مملوكة خاصة مستقلة تمامًا.
تُستخدم نتائج دي إكس أو مارك في العديد من المنشورات الإخبارية المستقلة والمواقع الإعلامية المتخصصة، بما في ذلك: ذا واشنطن بوست، ذا نيويورك تايمز، دي تسايت، لو موند، لو نوميغيك، إن دي تي في، إنديا توداي، إكسبريس الهندية، تشاينا دايلي، فوربس، وايرد (المملكة المتحدة)، زي دي نت ‏، إكستريم تك، تك كرانتش، تك رادار، سي نت، بي سي وورلد، غيزمودو، إنغادجيت، ديجيتال تريندز، ذا نكست ويب، ذا فيرج، جي إس إم أرينا، أندرويد أثوريتي، ماك رومرز، ديجيتال فوتوغرافي ريفيو، شاتربغ، إمجنغ ريسورس، تراستد ريفيوز، تي 3، مطوري إكس دي أي، فيرست بوست، ساتاكا، بيتا بيكسل، تومز غايد، بي جي أر، سينا، وسوهو.

## أنظمة تقييم دي إكس أو مارك
تعتمد النتائج التي تمنحها دي إكس أو مارك على منهجية شاملة وموثقة للغاية، ولكنها سرية تجاريًا. يتم منح الدرجة العامة «العنوان» (v)، ولكن ذلك يعتمد على نظرة عامة مجمعة لعدد من سمات الاختبار الأخرى المحددة والمفصلة للغاية، على الرغم من أن الترجيح الفعلي لتلك السمات الفردية غير معروف. تؤكد دي إكس أو مارك نفسها أن «النتيجة الإجمالية ليست مجموع مرجح للنتائج الفرعية. إنها تعيين خاص وسري للنتائج الفرعية في نتيجة مجمعة». تبرز دي إكس أو مارك أيضًا أنها تتشاور مباشرةً مع الشركات المصنعة للمعدات، بهدف مساعدتهم على صنع كاميرات أفضل.
فيما يتعلق بأرقام النتيجة المحددة، ليس من الواضح ما هو مستوى الارتفاع أو السقف المتاح لنظام تسجيل دي إكس أو مارك. قد يقترح بعض أصحاب الأداء العالي الأوائل حدًا أعلى يبلغ 100 نقطة، ولكن فيما بعد يتم منح أصحاب الأداء العالي درجات تزيد عن 100 نقطة. من المهم أيضًا ملاحظة أن درجة دي إكس أو مارك لا تستند إلى أي متوسطات.

### تقييم مستشعر الكاميرا
تقيس دي إكس أو مارك نتيجة المستشعر (DxOMark Sensor) العديد من مقاييس جودة الصورة المهمة للصورة الخام التي تم التقاطها بواسطة مستشعر الكاميرا. النتيجة الإجمالية عبارة عن مزيج سري من ثلاث درجات فرعية:
- عمق اللون، يقاس بالبت، تسمى درجة الصور الشخصية (Portrait)؛
- نطاق ديناميكي، يقاس بوقفات النطاق الديناميكي، وتسمى درجة الطبيعة (Landscape)؛
- يتم قياس أداء الإضاءة المنخفضة، يقاس في المنظمة الدولية للمعايير، وتسمى نتيجة الرياضة (Sports).

يتم استخدام مقياس آخر، وهو الميغابكسل الحسي (P-MPix)، الذي يُعرَّف على أنه «وحدة قياس الحدة»، لتقييم الدقة التي تنتجها الكاميرا عند إقرانها بعدسة معينة. تدعي دي إكس أو مارك أن قيمة (P-MPix) هي قيمة أكثر دقة وذات صلة للمصورين ليأخذوها في الاعتبار من المقاييس البديلة للحدة عند تقييم جودة صورة الكاميرا والعدسة. اعتبارًا من ديسمبر 2015، تتميز عدسة كانون إي إف 300mm f/2.8L IS II USM المثبتة على كاميرا إي أو إس 5 دي إس أر من كانون بأعلى مقياس P-MPix (45 P-MPix)، تليها عدسة كارل زايس أي بي أو سونار T * 2/135 ZE (41 P-MPix في كانون إي أو إس 5DS R و36 P-MPix على نيكون دي 800 إي).

### تقييم عدسة الكاميرا
توفر دي إكس أو مارك نتيجة العدسة (DxOMark Lens) تقييمات لعدسات الكاميرا، كما تم اختبارها باستخدام مجموعة الأدوات الخاصة بها جنبًا إلى جنب مع طرز الكاميرا المختلفة كما هو الحال مع دي إكس أو مارك نتيجة المستشعر، فإن دي إكس أو مارك نتيجة العدسة عبارة عن تجميع لخمس درجات فرعية منفصلة؛ وهي: الحدة والتشويه والتظليل والانتقال والانحراف اللوني.

### تقييم كاميرا الهاتف الذكي
عندما بدأت الهواتف الذكية في تجاوز كاميرات التصويب والالتقاط، بدأت دي إكس أو مارك باختبار الهواتف الذكية والأجهزة المحمولة الأخرى في عام 2011، وتم تقديم دي إكس أو مارك للهواتف (DxOMark Mobile) في عام 2012. تم إجراء تحديث رئيسي في سبتمبر 2017، بإضافة اختبارات مصممة للتأكيد على إمكانيات الهواتف الذكية من الطراز الحالي، بما في ذلك تلك ذات العدسات المزدوجة؛ مثل التصوير في الإضاءة المنخفضة وزوم التقريب وتأثير العمق والبوكيه. في سبتمبر 2019، تمت إعادة تسمية نتيجة دي إكس أو مارك للهواتف باسم دي إكس أو مارك للكاميرات (DxOMark Camera).
النتيجة الإجمالية لدي إكس أو مارك للكاميرا هي الرقم الذي يظهر في العنوان الذي تم الإبلاغ عنه لكل جهاز تم اختباره، وتتكون من مجموعة مملوكة من درجات دي إكس أو مارك لكاميرات التصوير (DxOMark Camera Photo) ودي إكس أو مارك لكاميرات الفيديو (DxOMark Camera Video).
نتيجة دي إكس أو مارك لكاميرا التصوير عبارة عن مزيج خاص من تسع درجات فرعية من الفئات:
- التعرض والتباين
- اللون
- التركيز التلقائي
- الملمس
- الضوضاء
- الآثار
- ليلاً (مُحسَّن من الإضاءة، سبتمبر 2019)[20][23][24][25]
- تقريب
- بوكيه
- العرض (تمت الإضافة في سبتمبر 2019)
- المعاينة (تمت الإضافة في أكتوبر 2020)[26]

تتضمن نقاط فيديو الكاميرا الخاصة بـ دي أو إكس مارك ستة من نفس الدرجات الفرعية مثل درجة صور الهاتف المحمول الخاصة بـ دي إكس أو مارك (التعرض، اللون، التركيز التلقائي، الملمس، الضوضاء، والقطع الأثرية)، إلى جانب الثبات.
يتم إجراء اختبارات دي أو إكس مارك بواسطة الطاقم الفني للشركة في ظل مجموعة متنوعة من ظروف الإضاءة؛ تتراوح من 1 لوكس منخفض الإضاءة إلى ضوء النهار الساطع في الهواء الطلق. يتم الجمع بين الدرجات الفرعية باستخدام مخطط خاص وسري في النتيجة الإجمالية. تقتصر الاختبارات أيضًا على الأوضاع الافتراضية، باستثناء التقريب والبوكيه، مما جعل المراجعين يتوخون الحذر عند استخدامها.

### تقييم الكاميرا الذاتية الأمامية (سيلفي)
في 22 يناير 2019، بدأت دي إكس أو مارك بإصدار نتائج مقياس جديد؛ اختبار كاميرات «سيلفي» الأمامية على الهواتف الذكية. يتم إجراء اختبارات دي إكس أو مارك سيلفي (DxOMark Selfie) الجديدة المستقلة للصور والفيديو، على الرغم من أن الدرجة «النهائية» لـ دي أو إكس مارك سيلفي ستجمع بين الاثنين. لـ دي إكس أو مارك سيلفي «الصور»، يوجد هناك نتائج فرعية للتعرض، اللون، التركيز، الملمس، الضوضاء، عيوب الصورة، الإضاءة (الفلاش)، والبوكيه. بالنسبة إلى لـ دي أو إكس مارك «الفيديو»، تشتمل الدرجات الفرعية على التعرض اللون، التركيز، الملمس، الضوضاء، العيوب، والثبات.

### تقييم صوت الهاتف الذكي
في 10 أكتوبر 2019، قدمت دي إكس أو مارك تقييم جديد للصوت القياسي للهواتف الذكية. يتم اختبار الهواتف للتشغيل باستخدام مكبرات الصوت الداخلية، وللتسجيل باستخدام الميكروفونات المدمجة. تشمل فئات دي أو إكس مارك الصوتي (DxOMark Audio) المختبرة:
- الجرس (استجابة التردد، الطبقة المتوسطة / النطاق المتوسط / الجهارة، التوازن الإجمالي، اعتماد الحجم)
- الديناميكيات (الهجوم، دقة الجهير، الثقب، اعتماد الحجم)
- محيطي (اتساع، توازن، مسافة، إحتواء)
- حجم الصوت (الحد الأقصى، الحد الأدنى، تناسق حجم الصوت للمستخدم)
- الأصوات الغير مرغوب فيها (الضوضاء، الضخ، الاقتطاع، عيوب صوت المستخدم، أصوات غير مرغوب فيها أخرى)

للتسجيل فقط:
- الخلفية (الاتجاهية، ملف تعريف الضوضاء، الأصوات الغير مرغوب فيها)

### تقييمات شاشة الهاتف الذكي
في أكتوبر 2020، قدمت دي إكس أو مارك نظام تصنيف لشاشات الأجهزة المحمولة (الشاشات). تقوم دي إكس أو مارك للشاشات (DxOMark Display) باختبار أكثر من 400 قياس، وأكثر من 20 ساعة من التقييمات المعملية وسيناريوهات الحياة الواقعية. تتضمن النتيجة ست درجات فرعية: إمكانية القراءة، اللون، الفيديو، الحركة، اللمس، والعيوب.

### تقييمات السماعات اللاسلكية
في نوفمبر 2020، قدمت دي إكس أو مارك نظام تصنيف، دي إكس أو مارك الصوتيات (DxOMark Sound)، للسماعات اللاسلكية، بناءً على عوامل تشمل كلا من الاختبارات المعملية باستخدام عدادات مستوى الصوت والميكروفونات التي تمت معايرتها، بالإضافة إلى 20 ساعة من التقييم الإدراكي. تتضمن المقاطع الموسيقية المخصصة، التي أنشأتها دي إكس أو مارك بالتعاون مع موسيقيين محترفين واستوديوهات تسجيل، من ضمن الأنماط، موسيقى الجاز، الهيب هوب، الكلاسيكية، البوب، الروك، اللاتينية، الإلكترونية، والأنواع البديلة.

## أداة المقارنة
يمكن لمستخدمي موقع دي أو إكس مارك تحديد عدة أجهزة من نفس الفئة، وجعل موقع الويب يعرض مقارنة بين درجات الاختبار والإصدارات الرسومية لبيانات الاختبار الفعلية.

## محلل
المحلل (Analyzer) عبارة عن مجموعة من أدوات البرامج التي تنشرها دي إكس أو مارك، والتي تتضمن أهداف الاختبار ومعدات الاختبار. يتم استخدامها من قبل شركات الكاميرات، وكذلك المطبوعات الصحفية والمواقع الإلكترونية؛ لاختبار أجهزة الاستشعار، العدسات، والكاميرات المستقلة، وكذلك الأجهزة المحمولة بكاميرات. يمكن إجراء الاختبار على كل من صور الخام وجاي بي إي جي، بالإضافة إلى الفيديو. المحلل هو أيضًا محرك التحليل وراء موقع دي إكس أو مارك (DxOMark.com) يمكن عرض النتائج رقميًا أو بيانيًا. تم تقديم المحلل في الأصل بواسطة دي إكس أو لابس (DxO Labs)، وهو الآن منتج من دي إكس أو مارك، والذي تم فصلها عن دي إكس أو.
يتضمن المحلل وحدات لاختبار البصريات، أجهزة الاستشعار، الثبات، الفيديو، التوقيت، والميزات ثلاثية الأبعاد.

## الاستخدام في الصناعة
غالبًا ما تستخدم تقييمات دي أو إكس مارك من قبل الصحافة لوصف خصائص جودة الصورة للكاميرات والأجهزة المحمولة الخاصة بهم. كما تم تمييز تقييمات دي أو إكس مارك للكاميرات المرتفعة كعلامات مميزة للجودة في إعلانات البائعين والمواد التسويقية، على الرغم من حرص المراجعين على ملاحظة أن التقييمات تعكس جودة الصورة فقط. تقدم دي إكس أو مارك أيضًا خدمات استشارية لمصنعي الأجهزة المتعلقة بجودة الصورة.

## روابط خارجية
- www.DxOMark.com - الموقع الرسمي
- بيانات صحفية لـ دي إكس أو مارك - على DxOMark.com
- موقع المحلل - على موقع شركة DxOMark.com
- DxOMark Image Labs SAS - في موقع الشركة DxOMark.com